# José Moreno Periñán
José Manuel Moreno Periñán (* 7. Mai 1969 in Amsterdam), gewöhnlich mit dem Vatersnamen José Moreno geführt, ist ein ehemaliger spanischer Radrennfahrer, der als Bahnradsportler seine größten Erfolge hatte.

## Leben
Moreno wurde 1991 in Stuttgart Weltmeister im 1000-Meter-Zeitfahren; im selben Jahr gewann er Sprint und Zeitfahren bei den Mittelmeerspielen.
Dreimal – 1988, 1992 und 1996 startete Moreno bei Olympischen Spielen. Bei den Spielen 1992 in seinem Heimatland wurde Moreno, der auch Wettkämpfe im Sprint bestritt, Olympiasieger im 1000-Meter-Zeitfahren mit einer Siegerzeit von 1:03,342 Minuten, wobei er den zweitplatzierten Shane Kelly um fast eine Sekunde distanzierte. Er war damit der erste Spanier, der eine olympische Goldmedaille im Bahnradsport errang. Der Leichtathlet Fermín Cacho bezeichnete ihn deshalb als „Dosenöffner“: „Er hat uns den Weg geebnet.“
1998 belegte José Manuel Moreno bei den Bahnweltmeisterschaften gemeinsam mit José Antonio Escuredo und José Antonio Villanueva im Teamsprint Platz sechs.
2017 kündigte Moreno an, sich für die Olympischen Spiele 2020 in Tokio qualifizieren zu wollen; das habe er seinem Sohn versprochen.

## Doping
1991 wurde Moreno wegen Dopingvergehens vom 20. September bis 20. Dezember gesperrt. Bei einem Zeitfahr-Rekordversuch im italienischen Bassano del Grappa wurde – bei wie auch bei 20 weiteren Fahrer – Spuren des anabolen Steroids Nortestosteron festgestellt. Alle positive getesteten Fahrer und auch Huck wurden auf Grund von Verfahrensfehlern von der UCI freigesprochen.